# الطريق الأوروبي E18
الطريق الأوروبي E18 يمتد الطريق الأوروبي E18 من Craigavon في أيرلندا الشمالية إلى سانت بطرسبرغ في روسيا، ويمر عبر اسكتلندا وإنجلترا والنرويج والسويد وفنلندا. يبلغ طوله حوالي 1،890 كيلومتر (1174 ميل).